# 15 minutes pour convaincre
 (février 2025).
- Si vous ne connaissez pas le sujet, laissez ce bandeau (vous pouvez alors contacter les auteurs).
- Si vous supprimez le contenu mis en cause (vous pouvez préalablement contacter les auteurs),

argumentez précisément cette suppression dans la page de discussion
(un manque de référence n'est pas un argument ; une recherche réelle de référence doit avoir été effectuée, être formellement documentée).
 (juin 2017).
Si vous disposez d'ouvrages ou d'articles de référence ou si vous connaissez des sites web de qualité traitant du thème abordé ici, merci de compléter l'article en donnant les références utiles à sa vérifiabilité et en les liant à la section « Notes et références ».
Le Grand Oral - 15 minutes pour convaincre est une émission politique télévisée dans le cadre de l'élection présidentielle française de 2017, qui s’est déroulée le jeudi 20 avril sur la chaine de télévision France 2. Devant Léa Salamé et David Pujadas, les candidats se sont exprimés tour à tour sur leur programme pendant quinze minutes. 
Après avoir parlé de sujets économiques et internationaux, les onze prétendants ont pu jouer leur carte blanche et aborder les thèmes de leurs choix. Si tous les candidats ont participé, Jean-Luc Mélenchon avait d'abord refusé de participer à un débat à cette date, avant d'accepter de participer à l'émission avec ce format. L'émission a été suivie par 4,7 millions de téléspectateurs.

## Les entretiens

### Jean-Luc Mélenchon
Premier des onze candidats à passer, Jean-Luc Mélenchon démarre ses 15 minutes en présentant un objet qu'il amènerait avec lui et déposerait sur son bureau présidentiel. Un réveil, dont le but est selon lui de lui rappeler « qu'il est temps de changer notre manière de produire, d’échanger, de consommer. Qu'il est temps de sortir du nucléaire, qu'il est temps de répartir les richesses, de lutter contre le changement climatique, et qu'il est temps de sortir de la monarchie présidentielle ».  Lors de son passage, Jean-Luc Mélenchon revient sur deux points de son programme. Le droit opposable à l'emploi en premier lieu. Il propose de modifier la loi ATD Quart Monde pour qu'un chômeur de longue durée (plus d’un an) puisse prendre un emploi en contrat coopératif au sein d’une coopérative locale. Le second point est la taxation à 90 % des hauts revenus. Plus précisément, les revenus supérieurs à 400 000 euros par an. Lorsque David Pujadas l’interroge sur le risque de départs à l'étranger, le candidat de la France Insoumise assure qu'il « ne le craint pas » pour deux raisons : « la première, c’est que ces gens aiment leur patrie, la seconde, c’est que ça concerne très peu de monde ». « Mon but n’est pas de confisquer, mais que chacun participe à hauteur de ses moyens ». 
Jean-Luc Mélenchon choisit ensuite de revenir sur son projet de VIe République. Il souhaite convoquer une « assemblée constituante » dont une certaine partie sera « tirée au sort ». Il souhaite également que tout le monde puise provoquer un référendum révocatoire, même à l’encontre du chef de l'État. Il n'est pas inquiet : « les Français ne sont pas une bande d’agités qui veulent tout chambouler ». Pour ce qui est de la politique internationale, Jean-Luc Mélenchon explique qu'il « ne connait ni maîtres ni ennemis pour la France ». Il se dit aussi favorable à des systèmes de fonctionnement comme celui de l'ONU, et à l'inverse, s'oppose au G20 ou au G8 « ces petits clubs de riches ». Il souhaite également « discuter » avec l’Allemagne. Quant à l'UE « on la change ou on la quitte » pour le candidat. Il termine son intervention en affirmant n’avoir eu aucun regret durant la campagne.

### Nathalie Arthaud
La candidate de Lutte ouvrière arrive sur le plateau avec la photo de John Carlos et Tommie Smith, sur le podium des Jeux Olympiques de 1968. Nathalie Arthaud parle de son projet de nationaliser les banques, qui « ont fait preuve de leur irresponsabilité lors de la crise de 2008 ». Elle souhaite également que les conseils d'administration des entreprises soient composés des usagers et des salariés « pour aller dans l’intérêt collectif ». Sa mesure phare : imposer le contrôle des travailleurs sur les décisions et sur les comptabilités des entreprises. Les salariés pourraient devenir « des lanceurs d'alerte », « une arme fantastique » pour eux selon la candidate. Nathalie Arthaud défend l'arrêt « des interventions impérialistes au Moyen-Orient. C’est du terrorisme d'État » déclare la candidate de Lutte ouvrière. Elle termine son intervention, en se déclarant « fière de la campagne menée ».

### Marine Le Pen
La candidate du Front national arrive avec la clé d’une entreprise qu’un patron mosellan lui a confié.« Je veux rendre aux Français les clés de la maison France » explique-t-elle. Elle enchaine ensuite en expliquant vouloir rendre leur souveraineté aux Français dans quatre domaines : la maitrise de leurs frontières, de leurs lois, de leur économie et de leur monnaie. Elle défend la sortie de l'euro, « arrêtez avec la peur, il y a énormément de bénéfices à avoir une monnaie nationale » rétorque-t-elle à Léa Salamé et David Pujadas. Elle explique ensuite qu'il « faut arrêter avec la culpabilisation systématique des Français » lorsqu’elle répond à une question sur les emplois non occupés. La candidate frontiste revient ensuite sur la sécurité et le terrorisme deux thèmes qui « ont été absents de la campagne » selon elle. « Il faut maîtriser les frontières nationales, créer 15 000 postes de gendarmes et de policiers, des postes de douanier, s'attaquer au communautarisme, expulser les fichés « S » » détaille-t-elle. Elle poursuit en expliquant que les auteurs d’attentats « auraient été soit en prison, soit expulsés ». Et de poursuivre « Tous les étrangers condamnés pour des délits ou des crimes doivent rentrer chez eux. Je veux la suppression du droit du sol ». Elle termine en revenant sur l'accord sur les migrants avec la Turquie. « C'est Mme Merkel qui est allée passer un accord avec M. Erdogan. J'ai du mal à supporter la multiplication des humiliations de notre pays, notamment à cause de Mme Merkel. » Elle termine en exprimant un « petit regret » : celui de ne pas avoir fait assez de meetings dans les petits villages.

### François Asselineau
Le candidat de l'Union populaire républicaine arrive sur le plateau avec un rameau d'olivier « symbole de paix, de la République, de la Méditerranée, de mon parti, et du franc ». Celui-ci estime que « les services publics sont menacés par les traités européens ». Il souhaite la nationalisation d'EDF, Orange, des aéroports ou TF1. Il s’engage à ce que la France sorte de l'Union européenne (le « Frexit »), une idée à laquelle il est partisan « ne changera rien à la dette des Français », il promet également qu’une sortie de l'Union Européenne permettrait d’abaisser de 1,5 million le nombre de chômeurs en l’espace de 2 ans. Il exprime la volonté d’arrêter l'enseignement de l’histoire à l'école aux années 1980, et plus aux années 1970-75, les programmes étant trop pro-européens selon lui. Aucun regret pour lui non plus durant la campagne « on a une équipe formidable, des meetings qui sont pleins ».

### Benoît Hamon
Le candidat du Parti Socialiste s'installe devant Léa Salamé et David Pujadas avec une carte vitale entre les mains. Celle-ci représente « la protection sociale » que le candidat estime « menacée ». Questionné sur son projet de revenu universel, il explique « qu'il permettra à 19 millions de personnes sous 2 200 euros net mensuels de bénéficier d’une hausse de salaire, de bénéficier d’une augmentation de pouvoir d’achat ». « Le seul candidat qui améliore la feuille de paie des salariés, c’est moi » poursuit-il. Benoît Hamon poursuit son passage en parlant de l’Europe dont il « n'a pas envie » qu'elle soit « jouée à la roulette russe ». Il souhaite créer une assemblée parlementaire de la zone euro. Interrogé sur le terrorisme, le socialiste explique que « la priorité c’est plus de moyens pour la justice, pour la police et plus de moyens pour le renseignement ». Pour lui, le plus important reste « l'unité nationale, celle du peuple ». Son regret pendant la campagne ? « Qu'aujourd'hui, des monologues se succèdent, que le spectacle ait pris le dessus sur le projet ». Il vise ici François Fillon, candidat de la droite et du centre, sans le citer.

### Nicolas Dupont-Aignan
Le candidat de Debout la France arrive avec une statuette offerte par un enfant en situation de handicap, il dit qu'il « aimerait qu’on parle davantage des personnes en situation de handicap ». Il souhaite ensuite établir un RSA versé contre une journée de travail d’intérêt général par semaine. « Il y a quantité de gens qui touchent des aides et ne les méritent pas toujours » explique-t-il. « La société doit fournir un travail d’intérêt général à tous ceux qui sont au chômage » poursuit le candidat de Debout la France. Il souhaite également « freiner l’immigration de prestation », c’est-à-dire qu'il veut interdire aux étrangers, travailleurs ou non, de se faire soigner en France tant qu'ils n'ont pas passé 5 ans sur le territoire. Il s’attaque ensuite à un autre candidat : Emmanuel Macron, qui selon lui « sert de gros intérêts ». Il parle également ensuite de sms qu'il aurait reçus provenant d'un « grand patron de presse » en raison de son attitude contre François Fillon. Interrogé pour finir sur la Syrie, Nicolas Dupont-Aignan estime « que c'est Daech qui a tué sur les trottoirs de Paris. D'abord occupons-nous de ceux qui ont tué des Français, Bachar Al-Assad paiera ensuite ». Son regret durant la campagne, que « les Français soient passés de côté » alors qu'elle a été centrée autour des affaires judiciaires.

### Philippe Poutou
Pour ce dernier débat avant le premier tour de la présidentielle, le candidat NPA, Philippe Poutou, a ramené un drapeau de la Guyane pour « rendre hommage » au mouvement de grève en cours près de Cayenne.
Mesure phare de son programme, l’employé syndical de Ford près de Bordeaux, défend de nouveau la mise en place nécessaire d'un « salaire décent » et surtout l’interdiction des licenciements dans les grandes entreprises qui engrangent beaucoup de profits. Après avoir rappelé son envie de revenir à « une économie qui soit entre les mains de la population » le candidat NPA a été interrogé sur sa proposition de désarmer les policiers. Quelques minutes plus tôt, un policier s'est fait assassiner sur les Champs-Élysées. Il n’a pas renié ses idées malgré la triste actualité en citant les violences policières lors des manifestations contre la Loi travail par exemple. Une déclaration qui a choqué sur les réseaux sociaux à la suite de cette attaque terroriste. 

### Emmanuel Macron
Le candidat d'En Marche !, est le seul à ne pas avoir présenté d’objet. Pour remplacer cet exercice obligatoire, il a préféré rendre hommage au policier abattu sur les Champs-Élysées. Ensuite interrogé sur le fiscalité, Emmanuel Macron a déclaré ne pas vouloir supprimer l'ISF, préférant « la suppression de la taxe d'habitation pour les classes moyennes et populaires. » L'ancien protégé de François Hollande a ensuite voulu parler d’éducation. Il a ainsi pu rappeler sa promesse de réduire le nombre d’élèves dans les classes de primaire dans les zones REP et REP+« car c'est là, où se concentre l’échec scolaire. »
La co-présentatrice Léa Salamé l'a ensuite interrogé sur ses propos autour de l’existence ou non d'une culture française. Le candidat d'En Marche ! s’est expliqué en argumentant : « Il n’y a pas une culture française et un art français, ils se nourrissent de glissant. La culture française, c'est une langue, [...] des hommes et des femmes qui se sont illustrés par leur art, et la capacité de s'en affranchir, elle existe dans cette richesse. » 

### Jacques Cheminade
Fan et collectionneur d'art préhistorique, le candidat Solidarité et progrès a présenté une « paire de bifaces » un des premiers outils de notre société. Côté économique, Jacques Cheminade a mis en avant l’augmentation de la TVA et veut augmenter le SMIC à 1.700, 1 750 euros. Il a par ailleurs réaffirmé sa volonté de sortir de l’euro. Pour sa carte blanche, Jacques Cheminade a choisi la culture et l’éducation. Il souhaite donc augmenter le budget de la culture. Enfin, David Pujadas et Léa Salamé sont revenus sur les propos que le candidat avait tenu après les attentats du 11 septembre, les qualifiant de « montage ». Pour réponse, il a assumé ce mot qu’il « ne regrette pas ». 

### Jean Lassalle
Pour objet, le candidat de Résistons a amené deux de ses propres livres, qui sont le fruit de ses déplacements en France en Europe. Pour commencer, il a d’abord tenu à rendre hommage aux deux policiers tués, problème, il n’y a eu qu’une seule victime sur les Champs-Élysées.
Sur le plan diplomatique, le berger des Pyrénées-Atlantiques a réaffirmé sa volonté de « retirer les troupes françaises du Proche-Orient ». Il est ensuite revenu sur sa récente visite à Bachar el-Assad, dictateur syrien, en janvier 2017 : « Bachar el-Assad, je ne lui dois rien, il ne me doit rien. Il était de mon devoir d’aller le voir ». Enfin, il veut faire des campagnes françaises une grande cause nationale : « je mettrai les moyens pour qu'un fils puisse succéder à son père agriculteur, commerçant… 3 milliards feraient beaucoup ».

### François Fillon
Après avoir rendu hommages au policier assassiné sur les Champs-Élysées, en conséquence à cette attaque, François Fillon a déclaré annuler son déplacement du lendemain en Haute-Savoie. Il n'a apporté aucun objet. Ensuite pas un mot n’a été prononcé sur les affaires concernant le candidat Les Républicains. Sur sa politique internationale, François Fillon a préciser vouloir travailler en collaboration avec l’Iran et la Russie. Notamment en l’expliquant avec le dossier syrien : « On sait qu'aujourd’hui, on ne pourra pas mettre le régime de Bachar Al-Assad dehors sans l’accord de la Russie. Il faut discuter avec la Russie, accepter un compromis. Les Occidentaux ne sont plus les maîtres du jeu. »  François Fillon veut lutter contre le fondamentalisme à l’intérieur de l’Islam et veut juger toutes les personnes étant soupçonnées d’avoir des liens avec les terroristes. Enfin sur sa politique économique, le candidat LR a réaffirmé vouloir passer aux 39 heures pour les fonctionnaires.

## Fact-checking
Lors de l'émission, les candidats ont successivement pris la parole pendant quinze minutes. Interrogé sur l’attaque terroriste, perpétrée sur les Champs-Élysées quelques heures avant le débat, les onze candidats y sont tous allés de leurs petits commentaires. Interrogé en dernier, François Fillon a exprimé sa « solidarité » avec les forces de l’ordre. Mais il a rajouté : « On nous laisse entendre qu'il y a d'autres violences ailleurs dans Paris. » En réalité, aucun incident n’a eu lieu. Toutefois, l'agence de presse britannique Reuters avait informé que des coups de feu avaient été « entendus » rue Vernet, aux abords des Champs-Élysées. Mais l'information a été rapidement démentie par le porte-parole du ministère de l'Intérieur. Interrogé en marge de la soirée électorale par Hugo Clément, journaliste à Quotidien, François Fillon a confirmé sa déclaration.
Jacques Cheminade s’est également distingué lors de ce débat. En particulier sur les doutes qu’il avait exprimés sur les attentats du 11 septembre 2001. Au moment des faits, il avait évoqué des « montages » et la possible implication de l'Arabie saoudite. Interrogé sur ces paroles lors du grand débat, il a dit ne rien regretter.
François Asselineau a affirmé que le prochain président de la République serait obligé de suivre les orientations de politique économique de l'Europe. Or ce n'est pas le cas, ce fait avait déjà été démenti lors du débat à 11.
Nicolas Dupont-Aignan s’est quant à lui fait remarquer en affirmant que « beaucoup de français touchent des aides auxquelles ils n’ont pas forcément droit ». Or, c’est tout le contraire.

## Impact sur les sondages
Malgré un contexte particulier, puisqu’ils ont appris en direct la fusillade sur un policier aux Champs-Élysées, la performance des onze candidats n’a pas spécialement bouleversé la hiérarchie dans les sondages. Emmanuel Macron reste en tête avec 23 % des intentions de vote au premier tour, même s’il perd un point par rapport au précédent sondage. Le candidat d’En Marche ! est talonné par Marine Le Pen (23 %). Derrière, le trou est creusé avec Jean-Luc Mélenchon. Malgré sa dynamique positive (+0,5 %), le candidat de la France Insoumise est crédité de 19,5 % des intentions de vote. En quatrième position, François Fillon se stabilise à 19 %. Benoît Hamon, lui, est loin derrière avec seulement 8 %. Suivent Nicolas Dupont-Aignan (4 %, +0,5 %), Philippe Poutou (1,5 %, stable), Jean Lasalle (1 %, +0,5 %) puis Nathalie Arthaud et François Asselineau (0,5 %, stable). Cette stabilité dans les sondages s’explique en partie par la faible audience du grand oral : quelque 4,7 millions de téléspectateurs ont regardé l’émission politique sur France 2. Un score largement inférieur à ceux des deux débats précédents. Le premier, du 20 mars, qui réunissait les cinq favoris, avait attiré plus de dix millions de téléspectateurs. Quant au deuxième, diffusé le 4 avril, qui rassemblait les onze candidats, il avait été suivi par 6,3 millions de personnes.